# Lars Christensen
 Ikke at forveksle med Lars Christensen (roer).
Lars Christensen (født 8. marts 1964 i Danmark) er en dansk danser.
Han er landsholdsrepræntant, dobbelt nordisk mester og dansk mester i 10 danse. Han blev nummer 2 ved VM i Freestyle. Som aktiv konkurrencedanser, dansede han bl.a. med Susanne Berg. Han er uddannet som danseinstruktør og driver sammen med René Sørensen danseskolen Step by Step med afdelinger i Åbenrå og Haderslev.
I 2005 deltog han i underholdningsshowet, Vild med dans, hvor han underviste og dansede først med Stine Stengade og dernæst med Mayianne Dinesen.
Lars Christensen deltog i Robinson Ekspeditionen i 2006, hvor alle deltagere var nogle af Danmarks bedste sportsudøvere fra forskellige sportsgrene.
Under ekspeditionen kæmpede han sig uden om en konstant truende udsmidning og endte på en 5. plads. Som sin personlige ting medbragte han en harpun på ekspeditionen.